# Rowe Racing
 (septembre 2023).
Si vous disposez d'ouvrages ou d'articles de référence ou si vous connaissez des sites web de qualité traitant du thème abordé ici, merci de compléter l'article en donnant les références utiles à sa vérifiabilité et en les liant à la section « Notes et références ».
Le Rowe Racing est l'écurie de sport automobile du fabricant de lubrifiants allemand Rowe Mineralölwerk (en). 
Depuis 2011, le Rowe Racing participe à différents championnats tels que le VLN, le GT World Challenge Europe (anciennement Blancpain GT Series), le Deutsche Tourenwagen Masters et les 24 Heures du Nürburgring. En 2020, il remporte à la fois les 24 Heures du Nürburgring et les 24 Heures de Spa. En 2023, il remporte les 24 Heures de Spa pour la troisième fois.

### Les années Mercedes-Benz (2011-2015)

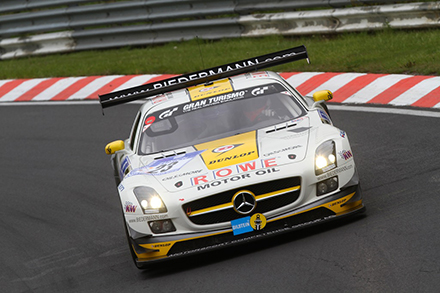
Mercedes-Benz SLS AMG GT3 de l'écurie Rowe Racing en 2013 lors des 24 Heures du Nürburgring

## Résultats en compétition automobile

### 24 Heures de Spa
| Année | Classe | no  | Pilotes                                               | Voiture                   | Pneus | Tours | Pos. | Pos. cat. |
| ----- | ------ | --- | ----------------------------------------------------- | ------------------------- | ----- | ----- | ---- | --------- |
| 2013  | Pro    | 127 | Jan Seyffarth (en) Lance David Arnold (en) Klaus Graf | Mercedes-Benz SLS AMG GT3 | P     | 326   | Abd. | Abd.      |
| 2015  | Pro    | 99  | Nico Bastian (en) Stef Dusseldorp Daniel Juncadella   | Mercedes-Benz SLS AMG GT3 | P     | 511   | 16e  | 9e        |
| 2016  | Pro    | 98  | Nick Catsburg Stef Dusseldorp Dirk Werner             | BMW M6 GT3                | P     | 497   | 41e  | 23e       |
| 2016  | Pro    | 99  | Philipp Eng Maxime Martin Alexander Sims              | BMW M6 GT3                | P     | 531   | 1re  | 1re       |
| 2017  | Pro    | 98  | Tom Blomqvist Nick Catsburg Bruno Spengler            | BMW M6 GT3                | P     | 542   | 10e  | 10e       |
| 2017  | Pro    | 99  | Philipp Eng Maxime Martin Alexander Sims              | BMW M6 GT3                | P     | 498   | 33e  | 19e       |
| 2018  | Pro    | 98  | Ricky Collard (en) Jesse Krohn Marco Wittmann         | BMW M6 GT3                | P     | 194   | Abd. | Abd.      |
| 2018  | Pro    | 99  | Nick Catsburg Jens Klingmann Alexander Sims           | BMW M6 GT3                | P     | 511   | 2e   | 2e        |
| 2019  | Pro    | 98  | Romain Dumas Mathieu Jaminet Sven Müller              | Porsche 911 GT3 R         | P     | 362   | 5e   | 5e        |
| 2019  | Pro    | 99  | Matt Campbell Dennis Olsen Dirk Werner                | Porsche 911 GT3 R         | P     | 362   | 7e   | 7e        |
| 2019  | Pro    | 998 | Frédéric Makowiecki Patrick Pilet Nick Tandy          | Porsche 911 GT3 R         | P     | 363   | 2e   | 2e        |
| 2020  | Pro    | 98  | Earl Bamber Nick Tandy Laurens Vanthoor               | Porsche 911 GT3 R         | P     | 527   | 1re  | 1re       |
| 2020  | Pro    | 99  | Julien Andlauer Klaus Bachler Dirk Werner             | Porsche 911 GT3 R         | P     | 495   | Abd. | Abd.      |
| 2022  | Pro    | 50  | Daniel Harper (en) Max Hesse (en) Neil Verhagen (en)  | BMW M4 GT3                | P     | 536   | 5e   | 5e        |
| 2022  | Pro    | 98  | Nicky Catsburg Augusto Farfus Nick Yelloly            | BMW M4 GT3                | P     | 536   | 6e   | 6e        |
| 2023  | Pro    | 98  | Philipp Eng Marco Wittmann Nick Yelloly               | BMW M4 GT3                | P     | 537   | 1re  | 1re       |
| 2023  | Pro    | 998 | Daniel Harper (en) Max Hesse (en) Neil Verhagen (en)  | BMW M4 GT3                | P     | 250   | Abd. | Abd.      |
| 2024  | Pro    | 98  | Philipp Eng Marco Wittmann Nick Yelloly               | BMW M4 GT3                | P     | 71    | Abd. | Abd.      |
| 2024  | Pro    | 998 | Daniel Harper (en) Max Hesse (en) Augusto Farfus      | BMW M4 GT3                | P     | 478   | 6e   | 6e        |